# Veronaeopsis simplex
Veronaeopsis simplex är en svampart som först beskrevs av Papendorf, och fick sitt nu gällande namn av Arzanlou & Crous 2007. Veronaeopsis simplex ingår i släktet Veronaeopsis och familjen Venturiaceae.   Inga underarter finns listade i Catalogue of Life.